# 오가면
오가면(吾可面)은 대한민국의 충청남도 예산군에 설치된 면이다. 평지가 대부분의 지역을 차지하고 있다. 농경지가 넓게 조성되어있으며 마을 서쪽으로 성리천이 흐른다.

## 교육
- 오가초등학교 (역탑리)
- 양신초등학교 (분천리)
- 양막초등학교 (폐교) - 오가면 내양막길 233-8 (양막리)
- 임성중학교 (역탑리)

## 역사
고대에는 마한에 속했다. 목지국의 성(城)이 있었던 삽교읍 성리(城里)에 접해있다. 조선 시대 예산현이었고, 23부제에서 홍주부에 속했다. 1914년 오원리면(五元里面), 구화면(巨九火面), 우가산면(于可山面)을 통합하면서 오가면으로 정하여 오늘에 이른다. 오원리면의 오(五)자와 우가산면의 가(可)자를 따서 오가면이 되었다.
오원리면은 역리(驛里), 녹야리(綠野里), 오리지리(五里池里) 등 9개 리, 거구화면은 내동리(內洞里), 광률리(光律里), 좌이천리(佐耳川里) 등 4개 리, 우가산면은 벌리(伐里), 석우리(石隅里), 신효리(新孝里) 등 6개 리를 관할하는 것으로 되어 있다. 해동지도에는 일흥역(日興驛), 오원리면, 거구화면, 방가산면(方可山面) 등이 묘사되어 있다. 역탑리는 역촌리(驛村里)와 탑동(塔洞)을, 신석리는 신대리(新垈里)와 백석리(白石里)를, 좌방리(佐方里)는 좌천리(佐川里)와 방하리(方下里)를, 양막리(良幕里)는 굴량리(屈良里)와 막동(幕洞)을, 월곡리(月谷里)는 월산리(月山里)와 죽곡리(竹谷里)를, 각각 통합한 이름이다. 오촌리는 화천리, 신탄리, 아지리, 녹야리, 상촌리의 다섯 마을을 통합하면서 부르게 된 지명이다.
자연마을로는 부나내, 거룻들, 농소, 남부, 세집뜸마을 등이 있다. 분천마을은 현재의 분천리가 시작된 마을로, 부나냇가가 되므로 부나내, 또는 부난내라 하다가 분천으로 바뀌었다. 거룻들마을은 분천 서북쪽에 있는 마을로, 전에는 이곳에 나루여서 거룻배가 다녔다 하여 유래된 이름이다. 농소마을은 조선시대 때 이곳에 농소(고려 말기ㆍ조선 초기에, 세력가들이 사사로이 차지하고 있던 대토지 소유 형태의 땅)가 있었다 하여 붙여진 이름이다. 남부마을은 현재의 분천4리의 대다수를 차지한다. 거룻들 남쪽에 있는 마을이라 하여 지어진 이름으로, 6.25 사변 때 이재민을 이곳에 정착시키면서 시작된 마을이다. 황해도 황주 출신들이 많다고 전해진다. 세집뜸마을은 분천 서쪽에 있는 마을로 전에 세 집이 살았다 하여 불리게 된 이름이라 한다.

## 연혁
- 조선시대 예산군 오원리면(五元里面), 거구화면(巨九火面), 우가산면(于可山面)
- 1914년 4월 1일 예산군 오가면으로 통합

| 조선총독부령 제111호 |                                                      |
| 구 행정구역          | 신 행정구역                                          |
| 예산군 오원리면      | 예산군 오가면 신원리, 역탑리, 오촌리, 원천리         |
| 예산군 거구화면      | 예산군 오가면 내량리, 분천리, 양막리, 좌방리         |
| 예산군 우가산면      | 예산군 오가면 신석리, 신장리, 원평리, 월곡리, 효림리 |
- 1983년 2월 15일 효림리, 좌방리, 월곡리 각 일부를 삽교읍으로 편입

| 대통령령 제11027호 |               |
| 구 행정구역        | 신 행정구역   |
| 오가면 효림리      | 삽교읍 효림리 |
| 오가면 월곡리 일부 | 삽교읍 월산리 |
| 오가면 좌방리 일부 | 삽교읍 방아리 |

## 행정 구역
| 법정리         | 행정리                             | 비고                   |
| -------------- | ---------------------------------- | ---------------------- |
| 내량리(內良里) | 내량1리, 내량2리, 내량3리          |                        |
| 분천리(汾川里) | 분천1리, 분천2리, 분천3리, 분천4리 |                        |
| 신석리(新石里) | 신석리                             |                        |
| 신원리(新院里) | 신원1리, 신원2리                   |                        |
| 신장리(新長里) | 신장1리, 신장2리                   |                        |
| 양막리(良幕里) | 양막리                             |                        |
| 역탑리(驛塔里) | 역탑1리, 역탑2리                   | 면 행정복지센터 소재지 |
| 오촌리(五村里) | 오촌1리, 오촌2리                   |                        |
| 원천리(元泉里) | 원천1리, 원천2리, 원천3리, 원천4리 |                        |
| 원평리(元坪里) | 원평1리, 원평2리                   |                        |
| 월곡리(月谷里) | 월곡리                             |                        |
| 좌방리(佐方里) | 좌방1리, 좌방2리                   |                        |

## 자연 부락

### 거구화면
| 한자 표기 | 자연 부락     | 현재 위치 |
| --------- | ------------- | --------- |
| 光津里    | 광쟁이        | 분천3리   |
| 屈良里    | -             | 내량리    |
| 內洞里    | 안골          | 내량리    |
| 農所里    | 거룻들        | 분천2리   |
| 南部      | -             | 분천4리   |
| 木所里    | -             | -         |
| 方下-里   | 방하다리      | 좌방리    |
| 汾川里    | 부나내·부난내 | 분천리    |
| 佐耳川里  | 자구내        | 좌방리    |

### 오원리면
| 한자 표기 | 자연 부락 | 현재 위치 |
| --------- | --------- | --------- |
| 葛林里    | 칙데비    | 효림리    |
| 上筏里    | 윗벌말    | 원평리    |
| 石隅里    | 돌모루    | 월곡리    |
| 新垈里    | -         | 신석리    |
| 新孝里    | 방죽머리  | 효림리    |
| 池莊里    | 지장말    | 신장리    |
| 下筏里    | 아랫벌말  | 원평리    |